# Konstantin Michailowitsch Bykowski

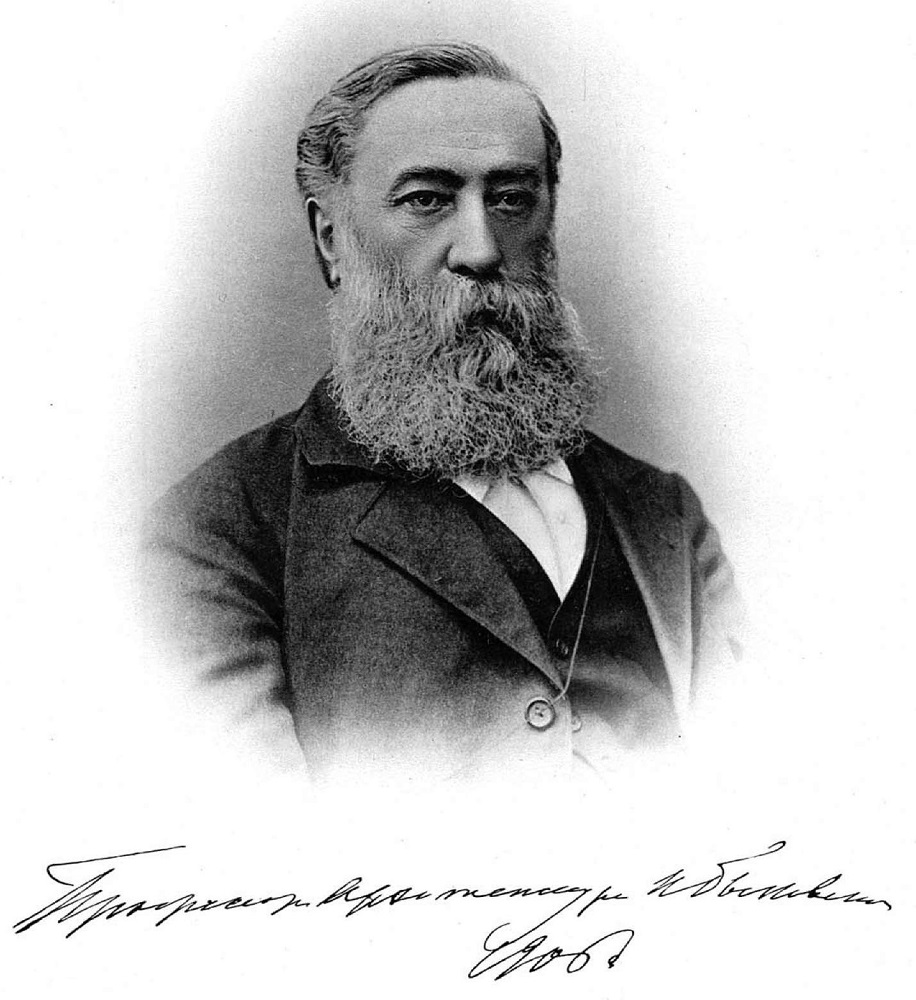
Konstantin Michailowitsch Bykowski

Konstantin Michailowitsch Bykowski (russisch Константин Михайлович Быковский; * 3. Apriljul. / 15. April 1841greg. in Moskau; † 3. Oktoberjul. / 16. Oktober 1906greg. ebenda) war ein russischer Architekt des Eklektizismus, Restaurator und Hochschullehrer.

## Leben
Bykowski war der zweite Sohn des Architekten Michail Bykowski (1801–1885). Bykowskis Mutter Emilija Lwowna geborene Minelli, Tochter des italienischen Musikpädagogen L. A. Minelli und Schwester des Architekten Konstantin Lwowitsch Minelli, starb drei Tage nach Bykowskis Geburt. Der Vater heiratete nicht wieder und erzog zusammen mit seiner Schwägerin seine Kinder mit Unterricht zu Hause. Bykowski lernte Französisch, Deutsch, Italienisch, Klavier und Geige. Sein Vater, der an der Moskauer Hochschule für Malerei, Bildhauerei und Architektur (MUSchWS) lehrte, nahm Bykowski zum Unterricht dorthin mit, wo sein älterer Bruder Nikolai bereits studierte. 1858 reiste Bykowski mit seinem Vater in die Städte italiens, Österreichs und Deutschlands, um die alten Baudenkmäler und die Museen zu besichtigen.
Im Frühjahr 1859 begann Bykowski das Studium an der MUSchWS in der Malerei-Klasse. Bereits im Herbst ging er nach St. Petersburg und studierte an der Kaiserlichen Akademie der Künste (IACh) in der Architektur-Klasse Nikolai Benois. Das Studium schloss er 1865 als Künstler-Architekt II. Klasse ab. Im Januar 1867 wurde Bykowski Architekt des Bautechnik-Komitees des Innenministeriums.
1868 kehrte Bykowski nach Moskau zurück und arbeitete als Assistent seines Vaters am Bau der Kirche der Muttergottes vom Zeichen im Moskauer Rajon Chowrino mit.
Bykowski lehrte an der MUschWS (1870–1881, 1899–1906), an der Stroganow-Schule für Technisches Zeichnen und an der Gunst-Schule für Schöne Künste. Daneben war er 1874–1877 Stadtteilarchitekt. 1881 wurde er zum Akademiker der Architektur ernannt. Im selben Jahr wurde er Architekt der Rossija-Versicherungsgesellschaft.
Von 1883 bis 1897 war Bykowski Chefarchitekt der Kaiserlichen Universität Moskau. 1886 stellte er das Projekt für den Bau eines Universitätsklinik-Städtchens auf dem Dewitschje Pole an der Moskwa nördlich des Nowodewitschi-Klosters an der heutigen Großen Pirogowskaja-Straße vor. Er sah die linke südliche Seite für Kliniken und Pflegeheime privater Spender vor, während auf der rechten nördlichen Seite die vom Staat zu finanzierenden Universitätskliniken gebaut werden sollten. Bykowski projektierte nun selbst die Bebauung der nördlichen Seite. Durch seine Schule gingen bei diesem Projekt die Architekten Iwan Maschkow und Ignati Salesski. 1892 war er zum Professor für Architektur ernannt und 1893 zum Vollmitglied der IACh gewählt worden. Im Januar 1896 wurde er zum Wirklichen Staatsrat (4. Rangklasse) ernannt. Nach dem Abschluss des ersten Bauabschnitts baute er das Zentralbank-Gebäude (1892–1893), das Zoologische Museum (1892–1902), die Universitätsbibliothek (1904–1905), das Physikalische Institut (1898–1903) und das Physiologische Institut (1893).
Neben seiner Bautätigkeit setzte Bykowski sich für die Restaurierung alter Baudenkmäler ein und restaurierte in den 1890er Jahren unter anderem die Mariä-Entschlafens-Kathedrale im Moskauer Kreml.
Seit 1867 war Bykowski eines der 15 Gründungsmitglieder der Moskauer Architektur-Gesellschaft (MAO), deren Vorsitzender sein Vater war. Von 1894 bis 1903 leitete er selbst die MAO. Er beteiligte sich an drei Kongressen der russischen Baumeister und war Vorsitzender des II. Kongresses 1895.
Seit 1882 war Bykowski Mitglied und seit 1890 Vizevorsitzender der Kommission für den Schutz der alten Baudenkmäler der Moskauer Archäologischen Gesellschaft. 1893–1902 war er Vorsitzender der Gesellschaft der Kunstfreunde und organisierte 1894 den I. Allrussischen Kongress der russischen Künstler und Kunstfreunde.
Bykowskis Schwester Lidija Michailowna Bykowskaja heiratete den Architekten Dmitri Tschitschagow, dessen Sohn Alexei Tschitschagow einige Zeit lang Bykowskis Assistent war. Auch Metscheslaw Piotrowitsch war ein Assistent Bykowskis gewesen.
Bykowski war seit 1868 verheiratet mit Marija Iossafowna geborene Weljamowitsch, mit der er drei Töchter und einen Sohn hatte. Die Älteste Jewgenija heiratete den Architekten Sinowi Iwanow.
Bykowski starb in Moskau und wurde auf dem Wagankowoer Friedhof begraben. Sein Grabdenkmal entwarf der Architekt Sergei Wlasjew.

## Ehrungen
- Sankt-Stanislaus-Orden II. Klasse (1890)[4]
- Russischer Orden der Heiligen Anna II. Klasse (1906)[4]

## Werke

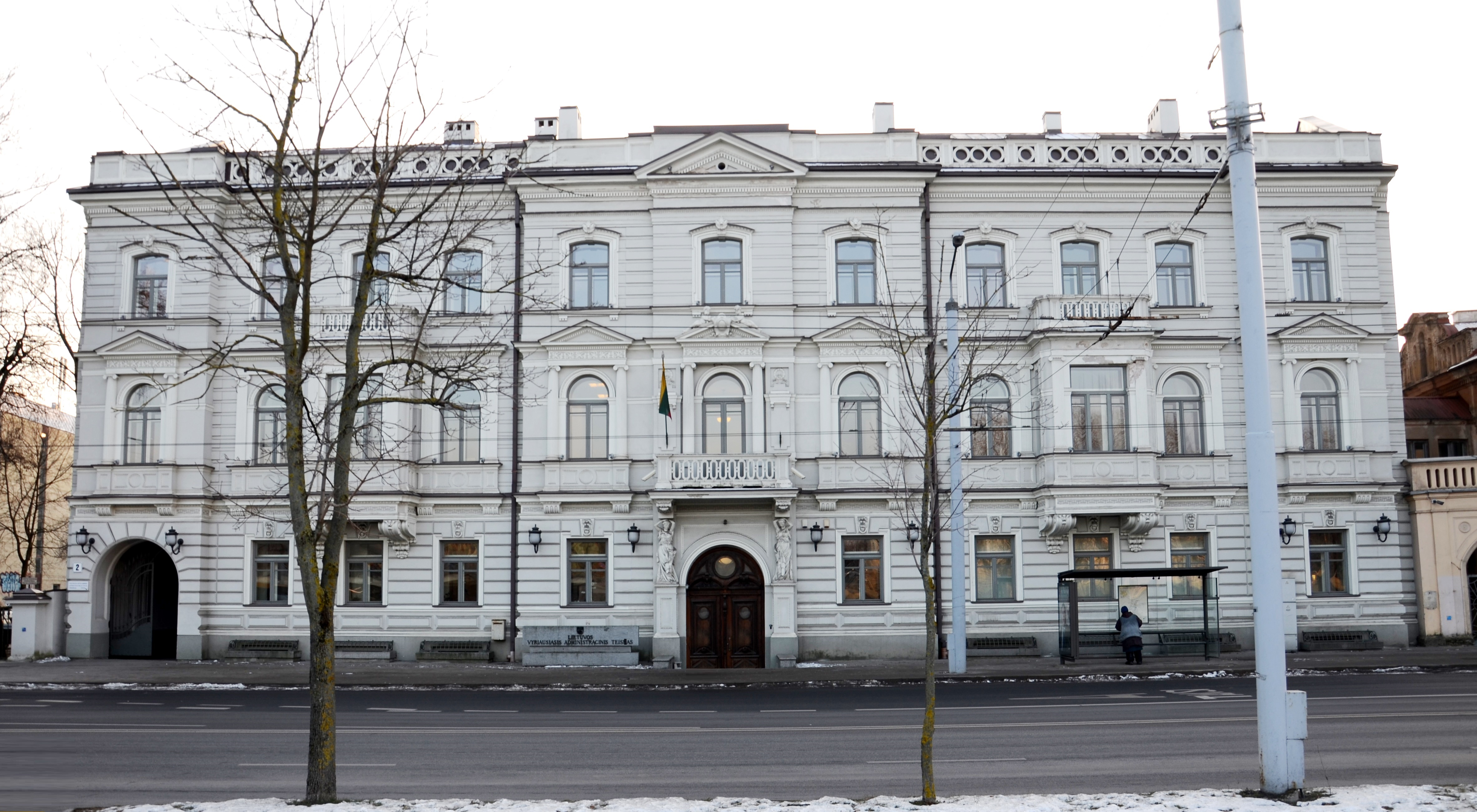
Oberverwaltung (1892), Žygimantų 2, Wilna
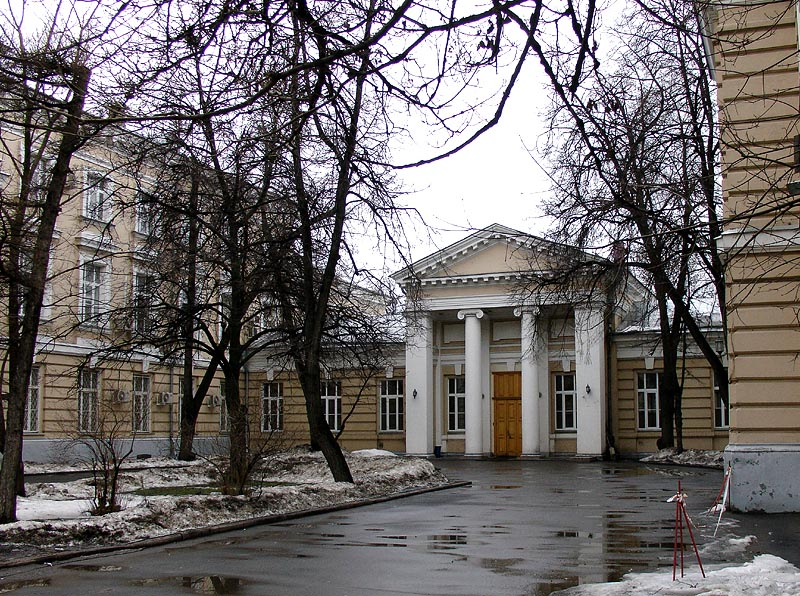
Universitätskliniken, Moskau
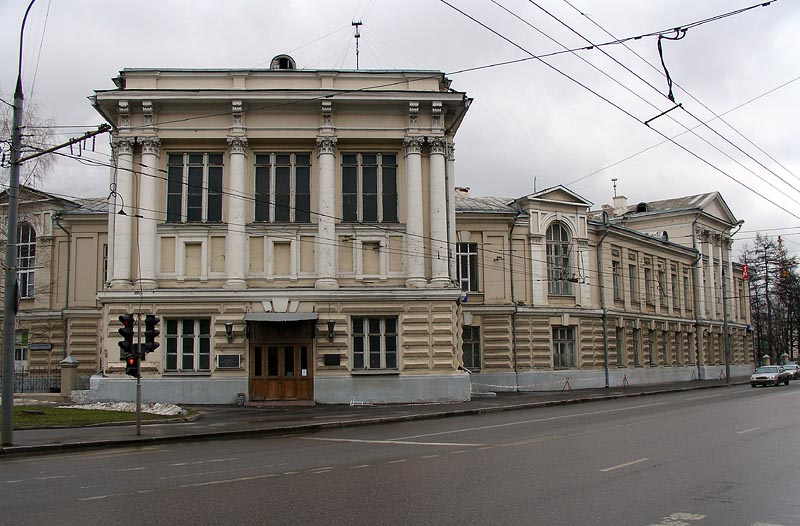
Universitätskliniken, Moskau
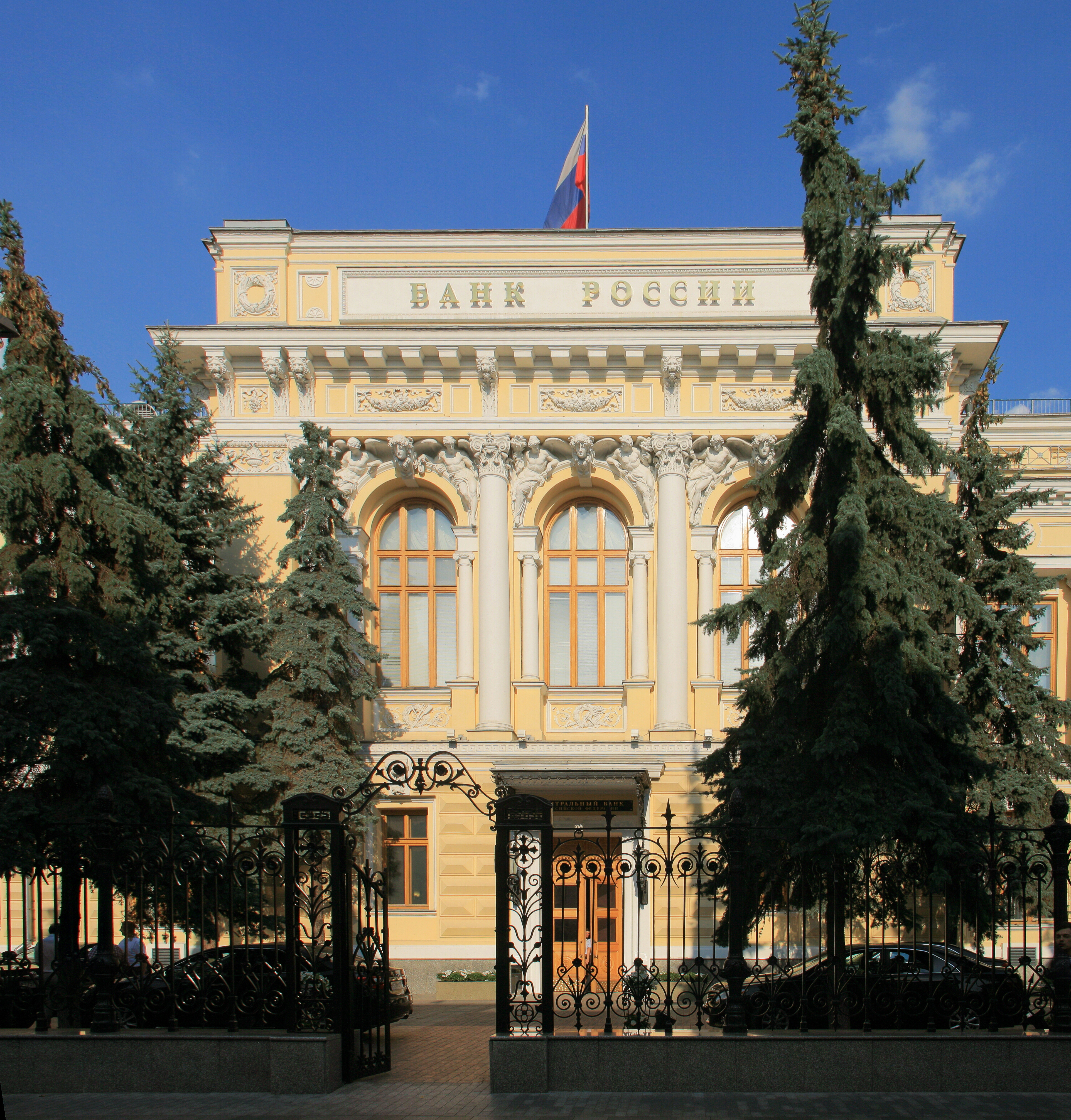
Zentralbank (1893), Moskau
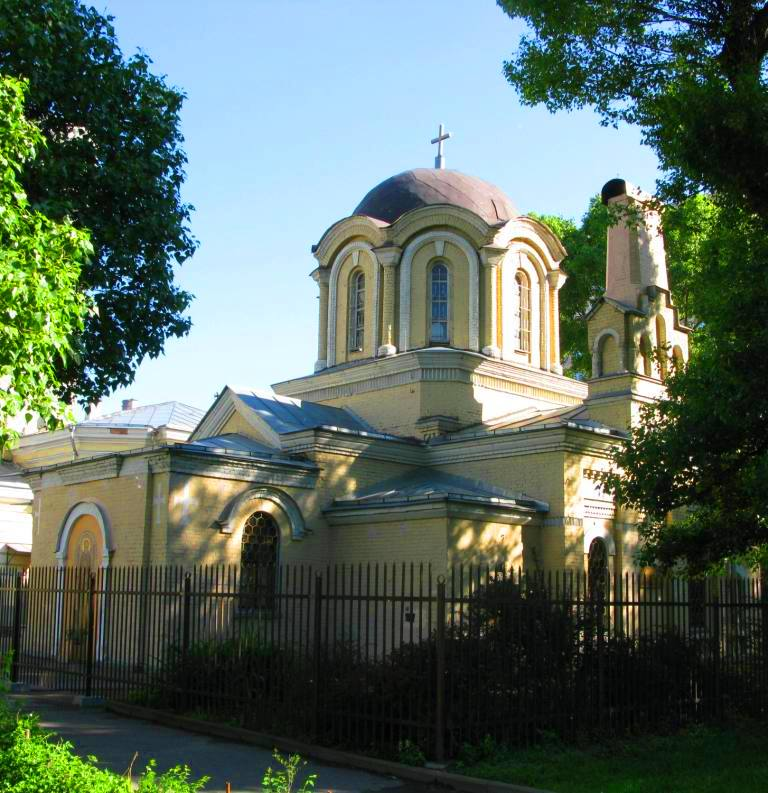
Dimitri-Priluzki-Kirche (1895), Dewitschje Pole, Moskau